# Антті Гакцель
Антті Гакцель (фін. Antti Verner Hackzell 1881, Міккелі, Фінляндія —1946, Гельсінкі, Фінляндія) — фінський державний і політичний діяч, член Національної коаліційної партії. Міністр закордонних справ Фінляндії (1932 — 1936), прем'єр-міністр Фінляндії в часи Другої світової війни (серпень — вересень 1944). 

## Життєпис
Прем'єр-міністр Фінляндії в часи Другої світової війни, Міністр закордонних справ Фінляндії, губернатор Виборзької губернії, посол Фінляндії в СРСР.
За освітою — мистецтвознавець, згодом був також адвокатом і громадським діячем. Губернатор Виборзької губернії в 1918—1920, посол Фінляндії в СРСР (1922—1927), заступник голови (1930—1936) і голова (1936—1945) фінської конфедерації роботодавців.  
У 1932—1936 — міністр закордонних справ у кабінеті Тойво Ківімякі. 
Після відставки кабінету Едвина Линкоміеса в серпні 1944 Гакцелю було доручено сформувати уряд, який повинен був вивести Фінляндію з Другої світової війни.  
Уряд Гакцеля був сформований 8 серпня , а 14 вересня розпочалися мирні переговори фінської делегації в Москві, які завершилися 19 вересня підписанням Угоди про перемир'я з СРСР і Великою Британією, що діяли від імені країн, що знаходяться в стані війни з Фінляндією.  
У цей час у Гакцеля стався інсульт, від якого він вже не оговтався.  
21 вересня 1944 року Гакцель був відправлений у відставку. 
Помер в січні 1946 року. 

## Колекціонування
Гакцель був пристрасним колекціонером антикваріату і купував багато творів мистецтва у А. К. Рудановського в його художньому антикварному бутику на Невському, 62. Там він познайомився з Агафоном Фаберже, з яким їх пов'язувало колекціонування марок . 